# Alberto Quaresma
Alberto Quaresma é um ator português. Conhecido por interpretar várias personagens nos Malucos do Riso da SIC.

## Televisão

### Elenco principal
- Duarte e Companhia RTP 1985 - 1989 - Albertini
- O Motim RTP 1987
- O Bando dos Quatro RTP 1992 - Chinês
- Os Malucos do Riso SIC 1995 - várias personagens
- Os Malucos nas Arábias SIC 2005 - várias personagens
- Malucos e Filhos SIC 2005 - várias personagens
- Malucos no Hospital SIC 2008 - várias personagens
- Novos Malucos do Riso SIC 2009 - várias personagens

### Pequenas participações
- Zé Gato RTP 1979
- O Beijo de Judas RTP 1991
- Clube Paraíso RTP 1994
- O Fura-Vidas SIC 1999
- Super Pai TVI 2001
- A Minha Família É Uma Animação SIC 2001 - Dr. Rocha
- A Senhora das Águas RTP 2001
- Amanhecer TVI 2002 - antigo cliente de Anabela
- Saber Amar TVI 2003
- Uma Aventura SIC 2004 - canalizador
- Maré Alta SIC 2004 - passageiro
- Mundo Meu TVI 2005
- Tu e Eu TVI 2007
- Floribella SIC 2007
- Vingança SIC 2007
- Resistirei SIC 2008
- Camilo, o Presidente SIC 2010
- Voo Directo RTP 2011
- A Família Mata SIC 2012
- Sol de Inverno SIC 2013 - Amílcar